# Otac (film)
Otac  un film del 2020 diretto da Srdan Golubović.

## Trama
Il film descrive la tragedia e la lotta personale di un uomo i cui figli sono stati portati via dai rappresentanti dei servizi sociali locali a causa della povertà. Inizierà il suo viaggio dalla protesta, passando dai villaggi del sud della Serbia a Belgrado, da un capo all'altro del Paese. Disperato, ma dignitoso, vuole dimostrare che si preoccupa di trovare una soluzione al suo problema nella posizione più alta, nel ministero competente. Attraverso i suoi viaggi, da perdente, uomo rifiutato e umiliato, diventa un eroe.